# اتحاد كتالونيا لكرة القدم
الاتحاد الكاتالوني لكرة القدم (بالكتالونية: Federació Catalana de Futbol)‏ و(بالإسبانية: Federación Catalana de Fútbol)‏ هو أول اتحاد لرياضة كرة القدم في إسبانيا وينظم بعض المسابقات مثل كأس كاتالونيا ويدير أيضا دوري الدرجة الأولى الكاتالوني ضمن نظام الدوري الاسباني لكرة القدم وقد نظم الاتحاد أيضا منتخب كاتالونيا لكرة القدم.
والذي يتكون من مجموعة لاعبين من أندية إقليم كتلونيا ذوي الأصل الكتلوني ولا ينتمي لأي من الاتحاد الدولي لكرة القدم أو الاتحاد الأوروبي لكرة القدم بل هم مواطنون إسبان لهم الحق الكامل بالمشاركة بـمنتخب إسبانيا.